# Березовка (приток Гущи)
Березовка — река в России, протекает по Майнскому району Ульяновской области. Устье реки находится в 40 км от устья Гущи по левому берегу. Длина — 22 км, площадь водосборного бассейна — 100 км².

## Данные водного реестра
По данным государственного водного реестра России относится к Верхневолжскому бассейновому округу, водохозяйственный участок реки — Свияга от истока до села Альшеево, речной подбассейн реки — Волга от впадения Оки до Куйбышевского водохранилища (без бассейна Суры). Речной бассейн реки — (Верхняя) Волга до Куйбышевского водохранилища (без бассейна Оки).
Код объекта в государственном водном реестре — 08010400512112100002127.